# Rivière Atchafalaya
L'Atchafalaya est une rivière de la Louisiane, aux États-Unis, et un défluent du Mississippi et de la Rouge du Sud, qui rejoint le golfe du Mexique par le vaste bassin d'Atchafalaya.

## Toponymie
Le nom Atchafalaya signifie longue rivière en chacta, la langue des Chactas, les Amérindiens qui vivaient sur ce territoire.

## Géographie
Elle coule sur environ 270 km dans la Louisiane dans le sud des États-Unis. Elle constitue une voie de navigation importante, en particulier sur le plan industriel, ainsi que le cœur de l'Acadiane.
Pour pérenniser la navigabilité de la rivière, une structure de régulation des eaux du Mississippi a été construite et par l'US Army Corps of Engineers au défluent du Mississippi et de l'Atchafalaya afin de préserver la distribution de l'eau entre les deux cours, à 70 % et 30 %, respectivement. L'ouvrage a été conçu pour arrêter l'augmentation du débit coulant depuis le Mississippi dans l'Atchafalaya, en raison du trajet plus court, au dénivelé de plus en plus grand. Il a été achevé dans les années 1960.
La rivière prend sa source près de Simmesport, à la confluence du Mississippi et de la Rivière Rouge du Sud. Elle reçoit les eaux de la Rivière Rouge, ainsi qu'environ 30 % des eaux du Mississippi inférieur. Le volume d'eau que l'Atchafalaya reçoit du Mississippi est contrôlé par la structure de régulation des eaux du Mississippi et, en cas d'inondations importantes, par le déversoir de Morganza. En effet, si le Mississippi s'écoulait librement, l'Atchafalaya capturerait l'essentiel de son débit, ce qui détournerait le Mississippi de son cours actuel par Bâton-Rouge et La Nouvelle-Orléans.